# Franz Berwald
Franz Adolf Berwald (Estocolm, 23 de juliol de 1796 - Estocolm, 3 d'abril de 1868) fou un compositor romàntic suec d'ascendència alemanya, era el cosí del compositor i violinista Johan Fredrik Berwald i padrí de la pianista Astrid Berwald. Va ser poc conegut en vida i apart de dedicar-se a la música va treballar com a cirurgià ortopèdic a Berlín, i més tard com a gerent d'una serradora i fàbrica de vidre.
Franz Berwald va néixer en el si d'una família que comptava amb músics des de feia quatre generacions; la família Berwald, originària de Neumark va produir un gran nombre de músics i compositors prominents: el seu pare, Christian Friedrich Georg Berwald, violinista de la Royal Opera Orchestra del duc Carles I (l'últim de la família sueca Västgöta, i descendent de Bure) fou qui l'introduí en el món de la música. Va ensenyar-lo a tocar el violí des dels 5 anys, perquè el seu pare treballava a la cort, Franz va aconseguir fer el seu debut en tan sols 10 i als setze va entrar a la capella reial.
Els seus primers treballs (abans del 1820) mostren el seu domini i la llibertat d'escriptura. Després del seu fracàs a Berlín (Lyric Theatre), va acabar la seva segona simfonia a Viena, anomenada Greu (1841); el 1842, va tornar a Suècia, on va escriure la Simfonia singular (cinquena, publicada el 1845, i la sisena en mi bemoll major). Després d'un altre viatge (París, Viena, Salzburg), va dividir el seu temps entre l'administració d'objectes de vidre i la composició. El 1864, va ser anomenat membre de la Reial Acadèmia de la Música, i tres anys més tard acabà la carrera de composició al conservatori d'Estocolm. La seva melodia, que no deu res al folklore, evoca un lirisme típicament nòrdic. Les seves modulacions a vegades recorden a Schubert, i sovint escriu ritmes molt personals i incisius, especialment en les seves simfonies, amb un agut sentit d'efectes orquestrals, que requereixen una dinàmica de gran abast com en la (Simfonia capritxosa i la Simfonia greu). Es renova la forma i construeix les seves obres de manera inusual: incloent un scherzo enmig d'un moviment lent, o en una obra d'un sol moviment, però amb freqüents canvis de tonalitat i tempo.

## Biografia

### Infància i l'adolescència
Franz Berwald va néixer a Estocolm com el fill del violinista Christian Friedrich Georg Berwald i Brita Agneta Bruno, l'últim de la família sueca Västgöta, i descendent de Bure. Berwald família originària de Neumark, i diversos dels seus membres han estat músics o compositors prominents. P. Christian Friedrich va ser kammarmusicus del duc Carles i va fundar la biblioteca de música a l'orquestra de la cort.
Franz Berwald va començar a prendre classes de violí a l'edat de cinc anys, presumiblement amb el seu pare, i en el 1805 havia aparegut en concerts a Estocolm, Uppsala i Västerås. Després que Gustavo Adolfo IV tanqués la capella reial i l'òpera en 1806, Berwald va aparèixer en la sèrie de concerts oberts organitzats per J.B.E. Dupuy, realitzant un concert de Schubert el 14 de juny 1806 i una polonesa per Viotti el setembre de l'any següent. Un cop d'Estat el 13 març de 1809 va eliminar Gustavo Adolfo del tron; el seu successor, Carl XIII (germà de l'assassinat Gustavo III) i va reobrir la capella reial. En el1811 Berwald havia començat lliçons formals de violí amb Dupuy, el recentment nomenat director de la capella reial.
Al 1811, Karl XIII va accedir al tron i va reinstaurar la Capella Reial; l'any següent Berwald va iniciar la seva activitat com a violinista a la Capella Reial, en l'Orquestra de la Cort i en l'Òpera, i rebent lliçons d'Edouard du Puy. També en 1812 va començar a compondre. Els estius de temporada de l'orquestra, van recórrer Escandinàvia, Finlàndia i Rússia. De les seves obres a partir d'aquest moment, va compondre un septet i una serenata.
Durant el seu període d'ocupació en l'orquestra de la cort, Berwald va passar els seus estius de gira a Escandinàvia, Finlàndia i Rússia. També va entrar en contacte amb els membres de l'aristocràcia sueca: ja en l'estiu de 1812 va passar temps amb la família del comte Niels Barack (1760-1822), expresident de la Reial Acadèmia Sueca de Música. El 13 de juny de 1818, durant el seu primer descans de l'orquestra, se li va concedir un permís de viatge per visitar el comte Frederik von Schwerin Bogislaus (1764-1834), degà de la Sala. Va ser probablement el contacte que l'introduí amb el cercle intel·lectual de von Schwerin Berwald que va inspirar a publicar la seva pròpia revista Musikalsk. Aquesta estava destinada per al mercat d'aficionats i va incloure peces fàcils per a piano i cançons de, entre d'altres, Dupuy, Méhul, Spohr i Viotti, així com composicions originals del propi Berwald. La revista es va publicar en sis volums a partir de desembre de 1818, i va ser seguit pel Diari de musique, que va aparèixer en tres volums entre 1819 i 1820. Encara que ambdues publicacions es van difondre àmpliament en tot el sud d'Escandinàvia, Berwald era incapaç de renunciar al seu treball orquestral de dedicar-se a la composició. L'1 de juliol de 1820 va ser contractat una vegada més en l'orquestra de la cort després d'una absència de gairebé 18 mesos.
No obstant això, l'èxit del concert benèfic a 1818 ha d'haver estat encoratjadors, ja que Berwald va organitzar un esdeveniment similar el 3 de març 1821 a incloure l'estrena d'una simfonia en la major, un concert per a violí i un quartet per a piano i vent. Només el concert i el quartet han sobreviscut intacte, però un fragment del primer moviment de la simfonia és prou gran com per suggerir que aquest era un treball substancial.
Al cap d'uns anys es retractava a si mateix com un artista lliure, que, entre altres coses, feia gires de concerts amb el seu germà Christian August, i va tornar al postpagament com a intèrpret de viola de l'orquestra de la cort 1824-1828. Com hovkapellist va prendre contacte amb les òperes més famoses de l'època. Va fer el primer intent propi del gènere de l'òpera, el primer acte Gustav Vasa, que finalment va acabar en 1828. En aquests anys va fer viatges a Rússia, Alemanya, Àustria, Noruega i Finlàndia per adquirir més impulsos musicals.
El propi Franz Berwald més tard va ser molt crític amb les seves primeres obres, i va destruir moltes d'elles. A finals de la dècada de 1810 ja se li considerava com un talent prometedor. La seva família va romandre en unes terribles circumstàncies econòmiques a causa de la mort del seu pare en 1825. Berwald va intentar obtendre diverses beques, però només va aconseguir de la Corona Príncep Oscar (més tard el rei Oscar I), que li va permetre estudiar a Berlín al 1829. Allà va treballar intensament amb la composició d'òperes Berlín, on va tenir la possibilitat de representar-les a l'escenari i es va rodejar de persones de certa rellevància, com Felix Mendelssohn.
L'estrena d'un "nou" septet (era una revisió del septet de 1818) en un concert a la Sala d'Exchange, Estocolm, el 6 desembre 1828 fou ben rebut per la crítica tant de la Nya Argos i Heimdall, però va ser una mica decebedor pel petit públic. Berwald va deixar Estocolm per anar-se'n a Berlín el 26 de maig de 1829, preocupat pels plans d'òpera. Va escriure un duo i el cor d'una òpera anomenada Leonida, que va ser acabada en 1830, però des de llavors s'ha perdut, van ser reutilitzats en una altra obra, Der Verräter, que va ser enviat a la Royal Opera a Estocolm el 1834. Tot i que parts de Der Verräter es van assajar en 1837, encara que l'òpera mai es va realitzar i no s'ha conservat. De la mateixa manera, Berwald recicla molt material de les seves òperes, Donna Isabella (completat 1830-1831), amb la primera versió de l'Estrella de Soria (c1838-41). Per la dècada de 1830 Berwald havia abandonat gairebé totalment la composició i va ser només després de traslladar-se a Viena el 6 març 1841 que va començar a compondre de nou de debò.

### Vida
La recepció de la música de Berwald a Suècia el va conduir a guanyar-se la vida d'una altra manera. A Alemanya, s'havia familiaritzat amb la fisioteràpia moderna i va obrir una clínica a Berlín. En aquell moment estava com a pionera perquè era la primera al món en utilitzar dispositius mecànics, que ell mateix va inventar, i es va fer com a fisioterapeuta molt prominent. Va ser el compositor més prolífic en la dècada de 1840.
Va aconseguir tots els èxits, com ortopedista i músic, per això es va traslladar al 1841 a Viena; on va completar l'òpera Estrella Soria (1841) i la Simfonia en sol menor i la Simfonia Caprixosa en re major, en 1842 i també dos "tonmålningar" per orquestra.
L'activitat creativa renovada de Berwald va coincidir amb el seu matrimoni l'1 d'abril 1841 a Mathilde Scherer (1817-1888). Va escriure un concert al Redoutensaal, Viena, el 6 de març de 1842, que va incloure les estrenes de diverses de les noves obres orquestrals, els poemes Erinnerung an norwegischen die Alpen, Humoristisches Capriccio (avui perdut) i Elfenspiel, van rebre algunes de les crítiques més favorables de tota la seva carrera. La Allgemeine Theaterzeitung (8 de març 1842) descriu les noves composicions com "de gran interès, sobretot per l'originalitat del seu material, les seves idees i la disposició dels seus elements, així com del tractament de les formes i l'ús del compositor de la múltiples possibilitats i el poder de l'orquestra.
Berwald va tornar a Estocolm el 18 d'abril de 1842, però l'èxit relatiu de les seves composicions orquestrals durant la seva estada a Viena va ser catalitzador per a la sèrie de quatre simfonies que va escriure en els propers tres anys. La puntuació de la sérieuse Sinfonie està datada al 1842. Mentre que la partitura autògrafa de piano d'una simfonia en Re, que generalment s'ha assumit que és idèntica a la capricieuse Sinfonie esmentat en el diari de Mathilde Berwald 25 juny 1842, és data al 18 de juny del 1842 .
La Simfonia nº 1 en Sol menor, "Sérieuse", va ser una de les quatre úniques simfonies de Berwald que es representà durant la seva vida. En 1843, va ser estrenada a Estocolm amb el seu cosí Johan Frederik dirigint l'Orquestra Royal Opera House. En aquest mateix concert, també fou estrenat la seva opereta Jag Gar i Kloster.
La Singulière Sinfonie té data al març de 1845, mentre que la Simfonia en mi ♭, originalment titulada Sinfonie ingenu, va ser escrita a l'abril d'aquest any. La simfonia va rebre crítiques terribles: la Allehanda Nya dagligt (6 desembre 1843) es van queixar que la característica més distintiva de l'obra era ser "incomprensible". Una actuació prevista de la Simfonia en mi ♭ a París, suposadament organitzada per Auber, va ser cancel·lada a causa de la revolució de 1848, i l'obra es va estrenar després de la mort de Berwald, el 9 d'abril 1878 sota la direcció de Ludvig Norman. La Singulière Sinfonie no es va estrenar fins al 10 de gener de 1905, quan es va dur a terme pel violinista i compositor Tor Aulin, i es va perdre la partitura autògrafa de la Capricieuse, i per això no va poder realitzar-se fins que Ernst Ellberg fes una realització de la partitura, que va ser realitzat pel cunyat de Sibelius, Armas Järnefelt, en 9 obres operístiques gener de 1914.
L'opereta Jag Gar i Kloster, va ser estrenada per primera vegada en el mateix concert que la Sérieuse Sinfonie, que va ser un èxit només per la participació de Jenny Lind. L'estrena de l'obra següent, Modehandlerskan ('la modista'), el 26 març 1845 fou un fiasco, i l'opereta va rebre només una sola actuació.
Berwald va tornar a Viena el 1846, passant per París, on va intentar, sense èxit, que l'Opera-Comique o el Conservatori programessin la seva música. El seu dramàtic poema simfònic Ein Ländliches Verlobungsfest en Schweden, escrit per Jenny Lind, i estrenat el 26 de gener 1847 al Theater an der Wien, va tenir una recepció mixta. Berwald va ser premiat pels membres de la Mozarteum de Salzburg el 27 de desembre de 1847, però en altres aspectes la seva segona visita a Àustria no va ser un èxit artístic.
Poc després de tornar a Estocolm en 1849 Berwald va acceptar el càrrec de director d'un fàbrica de vidre a sant en Ångermanland, Suècia del nord, propietat de Ludvig Petré (1818-1852), un industrial i d'aficionats violinistes. Durant l'hivern, el va passar a Estocolm, Berwald també va començar a ensenyar en privat. Va compondre un concert per a piano en 1855 per a la seva alumna Hilda Aurore Thegerström (1838-1907), a qui també va dedicar el seu Quintet en do menor per a piano; Thegerström mai va veure estrenar el concert, que va ser representat per primera vegada només el 1904 per la neta del compositor, Astrid Berwald.
La major part de les obres de cambra de la dècada de 1850 van ser compostes, almenys inicialment, per a l'execució privada, però Berwald va seguir promovent la seva música a l'estranger. Tres trios per a piano i dos quintets de piano des de 1849 fins 1853 es van publicar per Julio Schuberth d'Hamburg (un quart trio de piano, en C, a partir de 1853, no es va publicar fins a 1894).
A principis d'aquest mes, Carl Tausig va interpretar el seu Trio menor per a piano en re a Berlín com a part d'una sèrie de cambra organitzada per Hans von Bülow. Els trios foren l'obra de més èxit que Berwald va gaudir durant la seva vida. Ludvig Norman, al teatre Tidning för musik och Estocolm (30 de març - 11 maig 1859), va posar la música de Berwald pròxima a la de Schumann i Mendelssohn; Carl Petersen al Neue Zeitschrift für Musik va afirmar que el compositor es va acostar a Sebastian Bach amb la claredat i la precisió de les idees que expressen les seves obres, sense que de cap manera és una reminiscència de l'època.
Al març de 1860 se li proposà que s'unís com a membre de la Societat de Concerts, i en 1861 el director de la Royal Opera, Eugène von Stedingk (1825-1871), va accedir a realitzar Estrella de Soria. L'òpera es va obrir el 9 d'abril de 1862, dirigida per Norman amb un cor format per August Söderman, i es va repetir quatre vegades en aquell mes. Aquesta idea es va reprendre posteriorment per a la inauguració de la nova Royal Opera el 19 de setembre de 1898.
Una segona obra operística important, Drottningen av Golconda ('La reina de Golconda'), es va completar en 1864. Berwald havia triat el llibret d'Aline d'Henri-Montan Berton, regni de Golconde (1803), realitzat a Estocolm el 1812-1835. Que va concebre el paper protagonista per a la seva alumne Christine Nilsson. L'estrena de l'obra va ser cancel·lada pel successor de Stedingk, Erik af Edholm, i l'obra no fou posada en escena en la seva totalitat fins al 3 d'abril de 1968 com a part dels esdeveniments del centenari per commemorar la mort de Berwald.
Tot i els problemes associats amb la reina de Golconda, el reconeixement oficial de l'obra de Berwald va continuar creixent. El 25 de juliol 1866 va ser guardonat amb l'Ordre de l'Estrella del Nord, un honor reportat per dos diaris nacionals, Aftonbladet i Dagens Nyheter. A l'any següent, la Reial Acadèmia Sueca de Música li va encarregar revisar J.C.F. La col·lecció de Haeffner de configuració coral a quatre veus, publicada originalment en 1820.
Berwald va morir a Estocolm el 1868 a causa de la pneumònia i va ser enterrat al Norra begravningsplatsen (Cementiri del Nord). El Segon moviment de la Simfonia n ° 1 es va tocar al su funeral a l'Església alemanya, Estocolm.

## Obres

### Simfonies
- Simfonia in La (Fragment) (1820)
- Simfonia No. 1 en Sol menor (Simfonia seriosa) (1842)
- Simfonia No. 2 in Re (Simfonia caprixosa) (1842)
- Simfonia No. 3 in Do (Simfonia singular) (1845)
- Simfonia No. 4 in Mi bemoll (Simfonia ingenua) (1845)

### Concerts
- Tema i variacions en si B bemoll per violí i orquestra (1816)
- Concert en Mi per dos violins i orquestra (1817)
- Concert violí en Do sostengut menor (1820)
- Konzertstück in F for Bassoon and Orchestra (1827)
- Concert piano en Re (1855)

### Altres obres orquestrals
- Slaget vid Leipzig (La batalla de Leipzig) (1828)
- Elfenspiel (1841)
- Fugua en mi bemoll (1841)
- Ernste und heitere Grillen (1842)
- Erinnerung an die norwegischen Alpen (1842)
- Bayaderen-Fest (1842)
- Wettlauf (1842)
- Stor polonaise (Gran polonesa) (1843)

### Música de cambra
- Duo per violí i piano en Re (1857–60)
- Duo per violoncel (o violí) i piano en si bemoll (1858)
- Duo Concertant per 2 violins en La (1816)
- Trio piano en Do (1845)
- Trio piano No. 1 en Mi bemoll (1849)
- Trio No. 2 en Fa menor (1851)
- Trio piano No. 3 en Re menor (1851)
- Trio piano No. 4 en Do (1853)
- Quartet de corda No. 1 en Sol menor (1818)
- Quartet de corda No. 2 en La menor (1849)
- Quartet de corda No. 3 en Mi bemoll (1849)
- Quartet en Mi bemoll per piano, clarinet, trompa i fagot (1819)
- Quintet de piano No. 1 en Do minor (1853)
- Quintet de piano No. 2 en La (1850–57)
- Septet en Si bemoll per clarinet, trompa, fagot, Violí, Viola, Cello i contrabaix (1828)
- Diverses peces de piano

### Obres Vocals
- Kantat i anledning av högtidligheterna (1821)
- Kantat författad i anledning av HKH Kronprinsessans ankomst till Sverige och höga förmälning (1823)
- Gustaf Adolph den stores seger och död vid Lützen (1845)
- Nordiska fantasibilder (1846)
- Gustaf Wasas färd till Dalarna (1849)
- Apoteos (1864)
- Leonida, opera (1829, lost)
- Jag går i kloster, operetta (1843; primer estreno en 1843)
- Modehandlerskan, operetta (1843; primer estreno 1845)
- Ein ländliches Verlobungsfest in Schweden, cantata (1847)
- Estrella de Soria, opera (1841/48)
- Drottningen av Golconda (La reina de Golconda), opera (1864)

### Obres per orquestra de vent
- Revue-Marsch